# Oued Harbil
Oued Harbil (în arabă وادى حربيل) este o comună din provincia Médéa, Algeria.
Populația comunei este de 5.049 de locuitori (2008).